# Memphis blues
Il Memphis blues è un genere Blues che emerse tra gli anni venti e gli anni trenta nell'area di Memphis con artisti come Frank Stokes, Sleepy John Estes, Furry Lewis e Memphis Minnie.

## Musicisti Memphis Blues
- Frank Stokes
- Furry Lewis
- Memphis Minnie
- Willie Nix
- Sleepy John Estes
- Ida Cox
- Dr. David Evans
- Joe Willie Wilkins
- Raymond Hill
- Walter Vinson
- B.B. King
- Junior Parker
- Howlin' Wolf
- Ike Turner
- James Cotton
- Joe Dobbins
- Rosco Gordon
- Bobby Sowell
- Big Mama Thornton
- Gus Cannon
- Jim Jackson